# Asylum (singolo Disturbed)
Asylum è il secondo singolo estratto da Asylum, quinto album del gruppo musicale alternative metal statunitense Disturbed. La canzone fu resa disponibile al download gratuito tramite il sito web della band il 15 luglio 2010 ed acquistabile tramite iTunes Store il successivo 20 luglio.

## Temi del testo
In un'intervista, il frontman David Draiman ha spiegato il doppio significato del testo:

## Video musicale
Il video riguarda un uomo, in un insano manicomio, che muore più volte (si suicida lanciandosi dal tetto e viene ucciso dal cuoco del manicomio) ma ritorna sempre in vita. Dopo numerosi tentativi, riesce a liberarsi dalla camicia di forza e a strisciare dentro una fornace. Sembra che dopo ciò egli sia morto, ma alla fine del video, dopo che il suo corpo carbonizzato viene estratto dal forno, apre un occhio. Questo è uno dei pochi video dei Disturbed (assieme ad Another Way to Die e Land of Confusion) in cui non vi è l'intera band; in questo video si vede solamente David Draiman.

## Tracce
Download digitale
Testi di David Draiman, Dan Donegan e Mike Wengren, musiche di David Draiman, Dan Donegan, John Moyer e Mike Wengren.
1. Asylum – 4:36

## Pubblicazione
| Formato                             | Data              | Etichetta       |
| ----------------------------------- | ----------------- | --------------- |
| Radio statunitensi                  | 6 luglio 2010     | Reprise Records |
| download digitale (USA)             | 8 luglio 2010     | Reprise Records |
| download digitale (resto del mondo) | 10-23 luglio 2010 | Reprise Records |

## Formazione
- David Draiman - voce, co-produttore
- Dan Donegan - chitarra, elettronica, voce secondaria, produttore
- John Moyer - basso, voce secondaria
- Mike Wengren - batteria, percussioni, voce secondaria, co-produttore